# 가정집
《가정집》(稼亭集)는 고려의 학자 이곡의 시가와 산문을 엮어 1364년에 간행한 시문집이다. 20권 4책의 목판본으로, 판본에 따라서는 《가정선생문집》이라고도 부른다. 이곡의 아들 이색에 의해 처음 간행되었다.